# Reflet dans un diamant mort
Reflet dans un diamant mort is een Belgisch-Luxemburgs-Italiaans-Franse film uit 2025, geschreven en geregisseerd door Hélène Cattet en Bruno Forzani. De hoofdrol wordt vertolkt door Fabio Testi.

## Verhaal
De 70-jarige John D. leeft een luxueus leventje in een groot hotel aan de Côte d'Azur. Hij raakt geïntrigeerd door de vrouw in de kamer ernaast die hem herinnert aan zijn wilde jaren aan de Franse Rivièra in de jaren 1960, toen hij een internationale spion was. Wanneer de vrouw op mysterieuze wijze verdwijnt, wordt John geplaagd door flashbacks van zijn glamoureuze verleden en de verleidelijke vrouwen en schurken die hij toen ontmoette. 

## Rolverdeling
| Acteur            | Personage |
| ----------------- | --------- |
| Fabio Testi       | John D.   |
| Yannick Renier    |           |
| Koen De Bouw      |           |
| Maria de Medeiros |           |
| Thi Mai Nguyen    |           |
| Céline Camara     |           |
| Kezia Quental     |           |
| Sylvia Camarda    |           |

## Productie
In januari 2023 investeerde screen.brussels 150.000 euro in de film. Van de in totaal 40 draaidagen werden er 5 dagen in Brussel gefilmd. De film wordt geproduceerd door Kozak Films (België) in coproductie met Les Films Fauves (Luxemburg), Dandy Projects (Italië) en Tobina Film (Frankrijk).

## Release
Reflet dans un diamant mort ging op 16 februari 2025 in première op het Internationaal filmfestival van Berlijn in de competitie voor de Gouden Beer. De film zal naar verwachting in september 2025 in de Belgische bioscopen worden uitgebracht.

## Prijzen en nominaties
De belangrijkste:
| Jaar | Prijs                                   | Categorie   | Genomineerde(n)              | Uitslag     |
| ---- | --------------------------------------- | ----------- | ---------------------------- | ----------- |
| 2025 | Internationaal filmfestival van Berlijn | Gouden Beer | Hélène Cattet, Bruno Forzani | Genomineerd |